# Didier Flament
Didier Flament (Tourcoing, 4 gennaio 1951) è un ex schermidore francese, vincitore di una medaglia d'oro ed una di bronzo nella scherma ai giochi olimpici.